# انجل لام
انجل لام (انگلیسی: Angel Lam؛ زادهٔ ۱۹۹۳) بازیگر و مدل (شخص) اهل چین است.